# Айсалакак
Айсалакак (дарг. ГӀяйсалакьякь) — село в Левашинском районе Дагестана. Входит в состав Мекегинского сельсовета.

## География
Село находится на берегу реки Капрах, на расстоянии 14 км к юго-востоку от села Леваши, административного центра района.

## Население
| 1895 | 1926 | 1939 | 1970 | 1989 | 2002 | 2010 |
| ---- | ---- | ---- | ---- | ---- | ---- | ---- |
| 45   | ↗81  | ↘56  | ↗58  | ↘7   | ↗54  | ↘20  |
| 2021 |      |      |      |      |      |      |
| ↗33  |      |      |      |      |      |      |